# Laura Mattarella

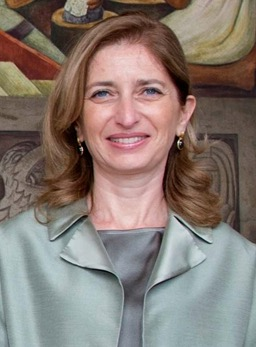
Laura Mattarella (2017)

Laura Mattarella (geboren am 16. Februar 1967 in Palermo) ist die Tochter des  italienischen Präsidenten Sergio Mattarella. Sie hat de facto die Rolle der First Lady Italiens inne, da ihr Vater verwitwet ist.

## Leben
Nachdem ihre Mutter 2012 gestorben und ihr Vater am 3. Februar 2015 zum Präsidenten gewählt worden war, übernahm Laura Mattarella als älteste Tochter des Präsidenten die repräsentativen Aufgaben einer First Lady. Dazu gehören vor allem die Begleitung ihres Vaters bei Reisen ins Ausland sowie innerhalb Italiens.
Anlässlich eines Staatsbesuchs in Vietnam nahm sie zunächst an einer Reihe von Treffen ohne ihren Vater teil, darunter auch an einem privaten Besuch einer Schule in der ärmsten Gegend von Ho-Chi-Minh-Stadt. Während ihres Besuchs in Aserbaidschan im Juli 2018 wurde sie von Präsident İlham Əliyev für ihre Aktivitäten zur Stärkung der humanitären Beziehungen zwischen den beiden Staaten mit dem Şöhrət-Orden geehrt.
Laura Mattarella arbeitet als Anwältin und ist verheiratet. Zusammen hat das Paar drei Kinder. Sie ist die älteste von drei Geschwistern.

## Ehrungen

### Internationale Ehrungen
- Großes Goldenes Ehrenzeichen am Bande für Verdienste um die Republik Österreich (1. Juli 2019)
- Şöhrət-Orden (18. Juli 2018)
- Orden des Marienland-Kreuzes I. Klasse (2. Juli 2018)[5]
- Großkreuz des Verdienstordens der Bundesrepublik Deutschland (19. September 2019)[6]
- Damengroßkreuz des Eupoieia-Orden (17. Januar 2017)[7]
- Kommandantengroßkreuz des lettischen Drei-Sterne-Ordens (29. Juni 2018)[8][9]
- Großkreuz des Ordens für Verdienste um Litauen (5. Juli 2018)[10]
- Damengroßkreuz des norwegischen Verdienstordens (6. April 2016)[11]
- Großkreuz des Ordens Stern von Rumänien (15. Oktober 2018)[12]
- Kommandantengroßkreuz des Nordstern-Ordens (13. November 2018)[13]